# Jesús Torres (Radsportler)
Jesús Torres (* 30. August 1954) ist ein ehemaliger venezolanischer Radrennfahrer.

## Sportliche Laufbahn
Torres war im Straßenradsport aktiv. Er war Teilnehmer der Olympischen Sommerspiele 1980 in Moskau. Im olympischen Straßenrennen belegte er als bester Fahrer seines Landes den 20. Platz.  
1979 gewann er eine Etappe in der Vuelta al Táchira. 1987 wurde er Dritter im Etappenrennen Tour de Guadeloupe, 1989 wurde er hinter Alexis Méndez Zweiter der Rundfahrt. Bei den Panamerikanischen Spielen 1980 kam er im Straßenrennen auf den 8. Platz.